# RK Medveščak
Rukometni klub "Medveščak" je rukometni klub iz Zagreba.
Klupsko sjedište je na adresi Listopadska 2, Zagreb. Klub se u sezoni 2018./19. natječe u 1. HRL – Sjever.
Osnovan je u lipnju 1945. pod imenom Dinamo kao sekcija u velikom rukometu Fiskulturnog društva komunalaca Dinamo. 1950. se osamostaljuje i naziva se RK Meteor. 1952. prelazi u okvir Sportskog društva Prvomajska te sudjeluje pod nazivom Prvomajska. 1963. prelazi u Sportsko društvo Medveščak te od tad djeluje kao Medveščak.
Uz naziv Medveščak, klub je bio poznat i pod nazivima  Coning Medveščak, Medveščak Osiguranje Zagreb, Medveščak Infosistem,  Agram Medveščak, Medveščak NFD.
Medveščak je jedan od najuspješnijih hrvatskih rukometnih klubova.

## Poznati igrači i treneri
Igrači koji su nastupali za reprezentaciju bivše Jugoslavije i koji su osvojili prvenstvo ili kup Jugoslavije:
Josip Milković, Zlatko Žagmeštar, Ivan Uremović, Dado Mervar, Zdravko Miljak, Zdenko Zorko, Zdravko Zovko, Željko Zovko, Boris Jarak, Goran Perkovac, Dinko Vuleta, Zlatko Saračević, Irfan Smajlagić, Nenad Kljaić, Mirko Bašić, Branko Prpić, Dobrivoje Selec, Jani Čop, Rudolf Abramović
- Hrvatski reprezentativci: Vlado Šola, Tomislav Farkaš, Ivo Glavinić, Zvonimir Bilić, Tonči Valčić, Mario Kelentrić, Dragan Jerković, Patrik Ćavar, Renato Sulić, Ivan Čupić, Ljubo Vukić, Damir Bičanić, Marko Kopljar, Denis Buntić, Mario Obad, Željko Musa, Vjenceslav Somić, Ivan Knežević, Tomislav Huljina, Vladimir Ostarčević.

- Treneri: Vlado Štencl, Josip Milković, Vinko Tomljanović, Velimir Kljaić, Josip Šojat, Josip Glavaš, Abas Arslanagić, Željko Zovko, Damir Štokić, Ante Kostelić, Mirko Bašić, Ivica Obrvan, Pero Janjić, Boris Dvoršek.

## Klupski uspjesi
Jugoslavensko prvenstvo
- prvak:  1953., 1954., 1964., 1966.
  - doprvak: 1965., 1967.

Hrvatsko prvenstvo
- doprvak: 1945., 1950., 1993.

Prvenstvo SR Hrvatske
- prvak: 1946., 1947., 1949., 1954., 1955.

Kup Jugoslavije
- osvajač: 1970., 1978., 1981., 1986., 1987., 1989., 1990.

Kup Hrvatske
- finalist: 1992., 1993., 1994., 1999., 2006., 2009.

Kup prvaka
- finalist: 1965.

## Vanjske poveznice
- www.rk-medvescak.hr  Arhivirana inačica izvorne stranice od 27. listopada 2020. (Wayback Machine) Službena stranica kluba

## Unutrašnje poveznice
- RK Medveščak Zagreb (žene)